# Francisco Sánchez

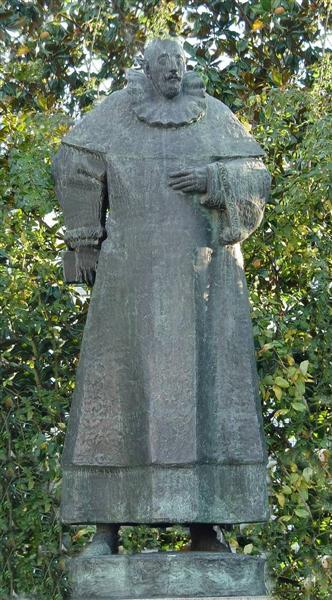
Estàtua de Francisco Sánchez

Francisco Sánchez (Tui, 1551 - Toulouse, 1623) fou un metge i filòsof portuguès.
De mare portuguesa, va ser jueu convers batejat en Braga. El seu pare, el metge Antonio Sánchez, es va traslladar a França i es va establir en Bordeus. Allí va començar el seu fill del mateix nom els seus estudis i els va continuar en Itàlia, residint llarg temps en Roma.
Es va graduar de doctor en l'escola mèdica de Montpeller en 1573, després d'haver estat ajudant del famós mèdic Huchet; va enlluernar en unes brillants oposicions i als 24 anys va obtenir una de les principals càtedres d'aquesta universitat, que va ocupar onze anys fins que les guerres civils de religió i els tumults del temps de la Lliga li van fer abandonar i refugiar-se en Tolosa de Llenguadoc, on va viure la resta dels seus dies ocupat a practicar la Medicina.
Va ser professor de la Facultat de Medicina de Tolosa de Llenguadoc, on havia estudiat Dret i Medicina Miguel Servet de 1528 a 1530 i havia assegut càtedra Giordano Bruno entri 1579 i 1581.
Declara en el pròleg a la seva obra filosòfica més ambiciosa, De multum nobili et preval universali scentia. Quod nihil scitur (Del més noble i universal primer saber. Que gens se sap), Lió, 1580, ser un adversari de l'aristotelisme i de l'argument d'autoritat. Va propugnar l'examen directe de qualsevol realitat abans de tenir-la com a tal, sotmetent les dades de l'experiència a l'anàlisi i crítica del judici, si bé el coneixement, per a ell, només pot arribar als accidents, no les preteses essències de les coses. L'única realitat cognoscible és el món extern. La filosofia de Sánchez, anticipant la crítica de David Hume, es deté en una fenomenología de la probabilitat, ja que el nostre coneixement, merament probable, només ho és d'aparences, de fenòmens. En això, com en la seva exigència de mètode, es mostra com un clar precursor de René Descartes.

## Obres
- Carmen de Cometa, 1577.
- Quod nihil scitur, 1581.
- De divinatione per somnum, ad Aristotelem, 1585.
- Opera Medica, 1636, que incluye:
  - De Longitudine et Brevitate vitae, liber
  - In lib. Aristotelis Physiognomicon, Commentarius
  - De Divinatione per Somnum
  - Quod Nihil Scitur, liber
- Tractatus Philosophici, 1649.